# Żurawin (Mazovia)
Żurawin [pronunciación en polaco: /ʐuˈravin/] es un pueblo en el centro-este de Polonia, en el distrito administrativo de Gmina Mochowo, dentro del Distrito de Sierpc, Voivodato de Mazovia. Se encuentra aproximadamente 3 kilómetros al noroeste de Mochowo, 15 kilómetros al sudoeste de Sierpc, y 118 kilómetros al del noroeste de Varsovia.